# 格雷爾鎮區 (北達科他州麥肯齊縣)
格雷爾鎮區（英語：Grail Township）是位於美國北達科他州麥肯齊縣的一個鎮區。

## 地方資料
格雷爾鎮區的面積為81.97平方千米，皆為陸地。根據2020年美國人口普查的數據，當地共有人口50人，而人口密度為每平方千米0.61人。